# Clash Royale
Clash Royale ist ein mobiles Kampf- und Strategiespiel des finnischen Spieleentwicklers Supercell, das nach dem Free-to-play-, Pay-To-Win-Prinzip agiert. Das Spiel erschien im März 2016 für iOS und Android und wurde bei Google Play über 100 Millionen Male heruntergeladen. Einige Inhalte und Figuren basieren auf Clash of Clans. In dem Spiel geht es darum, Einheiten, Gebäude und Zauber in Form von Karten auf ein Spielfeld zu setzen und mit diesen gegnerische Türme zu zerstören.

## Spielprinzip
Kämpfe finden entweder im 1v1- oder im 2v2-Modus statt. Jeder Spieler stellt sich ein Deck aus acht selbst gewählten Karten zusammen, mit denen er in der Arena kämpft. Um Einheiten, Zauber oder Gebäude zu platzieren, zieht man die entsprechende Karte von der Hand auf eine Position im Spielfeld. Das funktioniert nur, wenn man genug Elixier für diese Karte hat. Dieses regeneriert sich alle 2,8 Sekunden automatisch bis zu einem Maximum von 10 und wird in einem Balken unter der Hand angezeigt. Gewonnen hat, wer zuerst den Königsturm des Gegners zerstört. Sollte das nach drei Minuten nicht geschehen sein, entscheidet die Anzahl der zerstörten Türme. Bei einem Gleichstand nach vier Minuten gewinnt der Spieler, der nach fünf Minuten an einem Turm den meisten Schaden verursacht hat. Die beiden Flankentürme sind von Anfang an aktiv, während der Königsturm erst aktiviert wird, wenn ein eigener Arenaturm zerstört wurde oder er selbst Schaden erlitten hat. Die Arena wird in der Mitte durch einen Fluss oder Graben getrennt, die einzigen Verbindungen sind zwei schmale Brücken vor den Flankentürmen. Einige Einheiten können den Graben allerdings auch direkt überwinden.

### Karten
Das Spiel beinhaltet derzeit 124 verschiedene Karten, die in die Kategorien Einheit, Zauber und Gebäude eingeteilt sind. Die Karten besitzen fünf Seltenheitsgrade: gewöhnlich, selten, episch, legendär und Champions. Während alle Karten eigenständig agieren, verfügen Champions zusätzlich über eine aktive Fähigkeit, die mit Elixier aktiviert wird. Pro Deck ist maximal ein Champion erlaubt, der auch nur einmal gleichzeitig auf dem Spielfeld vorhanden sein kann.
Karten können durch das Sammeln der erforderlichen Anzahl an Duplikaten und Gold auf höhere Level aufgestuft werden, wodurch sich ihre Angriffswerte und/oder Trefferpunkte erhöhen. Das reguläre Maximallevel beträgt 14. Überschüssige Karten desselben Typs werden in Elite-Joker und Starpunkte umgewandelt. Mit 50.000 Elite-Jokern kann eine Karte auf das Elite-Level 15 verbessert werden. Starpunkte ermöglichen eine visuelle Anpassung der Karte durch ein goldenes Aussehen, haben jedoch keinen Einfluss auf das Spielgeschehen.
Für jede Karte existieren Meisterungsaufgaben, die durch das Erfüllen bestimmter Bedingungen Belohnungen freischalten.
Im Juni 2023 wurden Kartenentwicklungen eingeführt. Sobald eine Karte entsprechend oft gespielt wird, um einen Zyklus abzuschließen, kann die weiterentwickelte Version der Karte gespielt werden, die aus stärkeren Statistiken oder Mechanismen besteht. Sobald diese entwickelte Karte gespielt wurde, wird der Zyklus zurückgesetzt.
Im Dezember-Update 2023 wurden Turmtruppen eingeführt. Diese ermöglichen Unterschiede in der Strategie hinsichtlich der beiden Flankentürme, die den primären Königsturm verteidigen. Zuvor wurden diese von einer Prinzessin-Bogenschützin bewacht; dieser wurde zur Turmprinzessin, der ersten Turmtruppe. Im Januar 2024 wurde die erste neue Turmtruppe veröffentlicht: der Kanonier. Am 1. April 2024 folgte die Dolchherzogin und im Dezember der Königskoch.

### Truhen
Anstatt der genannten Belohnungen kann man seit dem 18. März 2024 Lucky-Drops erhalten, die eine Seltenheit von gewöhnlich bis "Champion" besitzen. Die Mystery-Box wird dreimal angetippt und ihre Seltenheit kann sich nach jedem Antippen erhöhen. Je nach Seltenheit kann man aus den Boxen Gold, Kartenjoker, Bücher oder Entwicklungsfragmente. Eine ähnliche Funktion gibt es im Spiel Brawl Stars.

### Trophäenpfad
Der Trophäenpfad zeigt den Kampferfolg des Spielers im 1 gegen 1 Modus an. Dieser besteht aus 23 verschiedenen Arenen, die durch eine bestimmte Anzahl an Trophäen erreicht werden können. Für Siege und Niederlagen wird dem Spieler ~30 Trophäen gutgeschrieben oder abgezogen, wobei der konkrete Wert vonder Anzahl der Tropähen des Gegners abhängt. In jeder Arena (bis Arena 18), schaltet der Spieler neue Karten für die Kartensammlung frei. Wird eine neue Arena erreicht, überstreitet der Spieler das Trophäentor, was es ihm nicht ermöglicht, bei Niederlagen aus der jeweiligen Arena abzusteigen.
| Arena    | Arenaname                | Trophäen    | Benötigtes Königs-Level | Freigeschaltete Karten                                                                                                   |
| -------- | ------------------------ | ----------- | ----------------------- | --- |
| Tutorial | Ausbildungslager         | –           | –                       | Pfeile, Lakaien, Bogenschützen, Ritter, Feuerball, Mini-P.E.K.K.A., Musketierin, Riese                                   |
| 1        | Koboldstadion            | 0–299       | 1                       | Speerkobolde, Kobolde, Koboldkäfig, Koboldhütte                                                                          |
| 2        | Knochengrube             | 300–599     | 2                       | Bomber, Skelette, Grabstein, Walküre                                                                                     |
| 3        | Barbarenoval             | 600–999     | 3                       | Kanone, Barbaren, Megalakai, Rammbock                                                                                    |
| 4        | Zaubertal                | 1000–1299   | 4                       | Elektrogeist, Skelettdrachen, Feuergeist, Bombenturm, Infernoturm, Magier                                                |
| 5        | Bauarbeiterwerkstatt     | 1300–1599   | 5                       | Knall, Minenwerfer, Fledermäuse, Rakete, Flugmaschine, Schweinereiter                                                    |
| 6        | P.E.K.K.A.s Spielplatz   | 1600–1999   | 6                       | Koboldfass, Wächter, Drachenbaby, Skelettarmee, Hexe, P.E.K.K.A.                                                         |
| 7        | Königliche Arena         | 2000–2299   | 8                       | Königsrekruten, Königsriese, Königsschweinchen, Drei Musketierinnen, Dunkler Prinz, Prinz, Ballon                        |
| 8        | Gefrorener Gipfel        | 2300–2599   | 10                      | Schneeball, Eisgeist, Kampfheilerin, Eisgolem, Blitz, Frost, Riesenskelett                                               |
| 9        | Dschungelarena           | 2600–2999   | 12                      | Skelettfass, Koboldgang, Barbarenhütte, Blasrohrkobold, Barbarenfass, Gift, Koboldriese, Berserker, Runenriesin          |
| 10       | Schweineberg             | 3000–3399   | 14                      | Tesla, Elitebarbaren, Lakaienhorde, Ofen, Zappys, X-Bogen, Jäger, Golem                                                  |
| 11       | Elektrotal               | 3400–3799   | 16                      | Kampfholz, Megaritter, Widderreiterin, Elektromagier, Infernodrache, Funki, Tunnelgräber, Prinzessin                     |
| 12       | Spukstadt                | 3800–4199   | 18                      | Feuerwerkerin, Erdbeben, Elektrodrache, Mauerbrecher, Friedhof, Phönix, Königsgeist, Eismagier, Koboldvernichter         |
| 13       | Rabaukenversteck         | 4200–4599   | 20                      | Rabauken, Heilungsgeist, Elektroriese, Bowler, Magieschütze, Banditin, Lavahund, Schleichbusch                           |
| 14       | Gipfel der Gelassenheit  | 4600–4999   | 22                      | Königliche Luftpost, Elixiergolem, Wut, Koboldbohrer, Scharfrichter, Nachthexe, Holzfäller                               |
| 15       | Tunnelgräber-Mine        | 5000–5499   | 24                      | Elixiersammler, Klonzauber, Tornado, Spiegel, Kanonenkarre, Hexenmutter, Fischer, Leere, Koboldmaschine, Geisterkaiserin |
| 16       | Küche des Scharfrichters | 5500–5999   |                         | Goldener Ritter, Skelettkönig                                                                                            |
| 17       | Königliche Krypta        | 6000–6499   |                         | Bogenschützen-Königin, Großer Gräber, Boss-Banditin                                                                      |
| 18       | Heimliches Heiligtum     | 6500–6999   |                         | Mönch, Kleiner Prinz, Dr. Frankobold                                                                                     |
| 19       | Drachenquelle            | 7000–7499   |                         | |
| 20       | Trainingslager           | 7500– 7999  |                         | |
| 21       | Clash-Fest               | 8000–8499   |                         | |
| 22       | Pfannkuchen              | 8500–8999   |                         | |
| 23       | Valkalla                 | 9000–9499   |                         | |
| 24       | Legendäre Arena          | 9500–10.000 |                         | |
| 25       | Saisonale Arenen         | Ab 10.000   |                         | |

### Kompetitiver Modus
Nachdem man 15.000 Trophäen im Trophäenpfad erreicht hat, schaltet man den kompetitiven Modus frei. Eine weitere Möglichkeit diesen freizuschalten ist, in der jeweils vorangegangenen Saison mindestens die "Champion"-Liga (Liga 4) erreicht zu haben. Dieser besteht aus 7 verschiedenen Ligen und es gibt keine Trophäen. Stattdessen erklimmt man mit jedem Sieg eine höhere Stufe. Die höchste Liga hat keine Stufen mehr, sondern eine Bestenliste, auf der die Champions der Arena stehen. Der Fortschritt wird jede Saison zurückgesetzt, wobei es je nach Leistung der Vorsaison Multiplikatoren gibt, um die ersten Stufen schneller erreichen zu können.

### Saisons
Jeden Monat startet eine neue Saison, welche immer ein neues Thema ins Spiel bringt. Passend zu diesem gibt es einen Saisonpass, Turmskins, Kampfbanner, Emotes und Ereignisse.

### Herausforderungen, Ereignisse und Turniere
Für Juwelen kann man die klassische, die Mega-Auswahl- oder die Große Herausforderung spielen. In diesen versucht der Spieler bis zu 12 Siege zu ergattern. Bei jedem Sieg erhält man entweder Karten oder Gold als Belohnung, wobei die Belohnungen mit jedem Sieg besser werden. Bei 3 Niederlagen ist man aus der Herausforderung ausgeschieden. Um an Herausforderungen teilnehmen zu können, benötigt der Spieler ein Königslevel von mindestens 8.
Von Zeit zu Zeit gibt es zudem eine Vielzahl an Spezialherausforderungen, wie z.B.: globale Turniere, Doppeltes Elixier, Tresorraub, Auswahlherausforderung, Klassikdeck, Kronen K.O.-Kämpfe, Touchdown oder Beschleunigungskämpfe, bei der man zusätzliche Belohnungen erspielen kann.
In sogenannten privaten Turnieren können bis zu 1.000 Spieler in Paarungen gleichzeitig gegeneinander kämpfen. Das Erstellen eines solchen Turnieres kostet den Ersteller 10 Juwelen. Bei diesen gibt es keine Belohnungen.

### Clans
Bis zu 50 Spieler können sich in Clans zusammenschließen. Dort kann man sich gegenseitig Karten spenden, Karten tauschen und chatten.

#### Clankriege 1
Im April 2018 wurden Clankriege eingeführt. Ein Clankrieg dauerte zwei Tage lang. Nach dem Start des Kriegs beginnt der Sammeltag. Dort hatte jedes Clanmitglied die Chance, drei Sammeltagskämpfe zu spielen. Nach dem Kampf erhielt man eine Truhe mit Clankarten, wobei mehr Karten enthalten waren, wenn man gewonnen hatte. Der Clan konnte so Karten für den Kampftag freischalten oder schon bestehende in der Clankriegskartensammlung verbessern.
Am Kampftag wird man, je nach Anzahl der Teilnehmer, 4 weiteren Clans die eine nahezu gleich hohe Anzahl an Teilnehmern haben, zugeteilt. Ungleichheiten in der Teilnehmerzahl wurden dadurch ausgeglichen, dass ein oder mehrere zufällige Teilnehmer eines Clans mit weniger Teilnehmern, zwei Kämpfe bestreiten konnten.
Man bestritt den Kampf am Kampftag gegen einen anderen Spieler mit einem Deck aus den in den Sammeltagen gewonnenen Karten. Bei einem Sieg erhielt der Clan eine Medaille und pro während des Kampfes zerstörtem Turm eine Krone, welche in die Endwertung einfließen.
Am Ende des Kampftags erhielt jeder Teilnehmer eine Belohnung. Je nach Platzierung verlor oder gewann der Clan Clantrophäen. Mit diesen konnte man in Clankriegsligen aufsteigen, bei welchen höhere Ligen bessere Belohnungen versprachen. Eine Clankriegssaison dauerte zwei Wochen und am Ende jeder Saison erhielt jeder Teilnehmer eine Truhe basierend auf der Clanplatzierung.

#### Clankriege 2 / Flussrennen
Im Oktoberupdate 2020 wurden Clankriege entfernt und Clankriege 2 eingeführt. Ähnlich wie bei den ursprünglichen Clankriegen duellieren sich hier auch 5 Clans. Ziel ist es, als erster Clan mit seinem Boot die Ziellinie zu überqueren und so eine garantierte legendäre Karte zu erhalten. Auf dem Fluss kommt man voran, indem man in verschiedenen Modi gegen andere Spieler der gleichen Liga spielt. Als Belohnung pro gewonnenem Kampf erhält man Medaillen, welche zum Erreichen des Ziels führen. Die Flussrennen dauern jeweils eine Woche, finden jedoch 4 mal mit den gleichen Clans statt. Auf den Clanbooten kann man bis zu 10 Verteidigungen aufstellen und mit Karten ausstatten, welche sich automatisch gegen Angriffe wehren. Um gegnerische Clanschiffe anzugreifen und zu beschädigen, muss man mit einem Kriegsdeck angreifen, bekommt jedoch keinen Fortschritt im Rennen. Sind alle Verteidigungen eines Bootes zerstört, so muss der Clan das Boot zunächst mit Kämpfen reparieren. Um das Clanschiff zu reparieren, hat man zudem die Möglichkeit, den täglichen Kampf mit einem Kriegsdeck zu überspringen, was weniger Fortschritt für die Reparatur bedeutet als bei einem Sieg. Jeder Spieler kann sich aus der eigenen Kartensammlung 4 verschiedene Kriegsdecks zusammenstellen, mit welchen er jeweils einen Kampf pro 24h absolvieren kann. Dabei darf in den Kriegsdecks keine Karte doppelt vorkommen. Im Clankriegsmenü findet man auch einen Kartenhändler.

## Rezeption
Die Stiftung Warentest hat in seinem Heft 09/2019 in Kooperation mit Jugendschutz.net 14 beliebte Spiele-Apps getestet. Das Spiel Clash Royale wurde dabei als inakzeptabel eingestuft. Clash Royale gewann die AMD eSports Audience Award Auszeichnung des Jahres 2017. 2018 wurde es als bestes entwickelndes Spiel bei den BAFTA Game Awards nominiert. Mit einem Metascore von 86/100 Punkten ist Clash Royale das am besten bewertete Spiel des Entwicklers Supercell.